# Міжнародні відносини Данії
Міжнародні відносини Данії
Основним акцентом зовнішньої політики країни є підтримка відносин з іншими країнами як суверенної держави. Данія віддавна має дружні відносини з іншими країнами. Вона бере участь у координації допомоги Заходу країнам Балтії (Естонії, Латвії, Литві).
Данія бере активну участь у міжнародній миротворчій діяльності. Данські сили активно діяли і діють на території колишньої Югославії у складі Сил ООН з охорони (СООНО) в минулому, і в складі Сил імплементації (СВС) та стабілізації (СФОР) в даний час. Також Данія рішуче підтримує американські операції в Афганістані і активно сприяє Міжнародним силам сприяння безпеці (ISAF). Ці ініціативи є частиною «активної зовнішньої політики» Данії.

## = Цілі
Замість традиційної для малих країн стратегії адаптації, на сьогоднішній день Данія проводить активну зовнішню політику, відповідно до якої права людини, демократія та інші людські цінності вимагають активного захисту.
В останні роки Ґренландії та Фарерським островам було гарантовано право голосу в таких питаннях зовнішньої політики, як рибна ловля, виловлювання китів і геополітичні проблеми.

## Міждержавні відносини
| Країна   | Встановлення дипломатичних відносин | Примітки |
| Албанія  | 1 травня 1970                       | - Албанія має посольство в Копенгагені. - Данія має посольства в Тирані.                                                                                  |
| Андорра  | 4 травня 1994                       | - Андорра представлена в Данії через посла-нерезидента, що базується в Андорра-ла-Велья. - Данія представлена в Андоррі, через своє посольство в Мадриді. |
| Вірменія | 14 січня 1992                       | - Вірменія має посольство в Копенгагені. - Данія представлена у Вірменії, через своє посольство в Києві.                                                  |
| Австрія  | 19 грудня 1925                      | - Австрія має посольство в Копенгагені. - Данія має посольства в Відні.                                                                                   |

## Міждержавні організації

### НАТО
Після Другої Світової війни Данія завершила свою двохсотлітню політику нейтралітету. Данія є членом НАТО з моменту його заснування в 1949 році, і членство в НАТО як і раніше вітається населенням. Існувало кілька серйозних сутичок між США і Данією з питань політики безпеки в так звану «епоху виносок» (1982—1988), коли альтернативна парламентська більшість змусила уряд вжити специфічну національну позицію з питань контролю над ядерним озброєнням. Альтернативна більшість у цьому питанні склалась тому, що соціал-ліберальна партія «Радикал Венстре» підтримувала правлячу більшість у питаннях економічної політики, але виступила проти політики НАТО і в обговореннях цих питань голосувала спільно з партіями лівого спрямування. Консервативний правоцентристський уряд прийняв цю позицію «парламентаризму меншості», таким чином, не роблячи це питання парламентського виживання держави. Із закінченням Холодної війни Данія знову підтримувала політику США в Альянсі.

### ЄС
Данці користуються репутацією «упертих» європейців. 2 червня 1992 вони відхилили ратифікацію Маастрихтського договору, поставивши плани Європейської комісії щодо створення Європейського союзу «на утримання». У грудні 1992 року інша частина ЄС погодилася звільнити Данію від деяких аспектів організації Європейського Союзу, таких як спільна оборона, єдина валюта, громадянство ЄС, а також деякі моменти правового співробітництва (4 данських винятки). Амстердамський договір був схвалений на референдумі 28 травня 1998. Восени 2000 року данські громадяни відхилили членство в Європейській валютній групі на референдумі. Лісабонський договір був ратифікований данським парламентом самостійно. Це не було визнано порушенням національного суверенітету, хоча стаття 20 Конституції Данії передбачає проведення референдуму в подібних ситуаціях. В даний час данський уряд планує провести референдум з питань винятків у договорі ЄС, однак можливість їх скасування виглядає малоймовірною. Це питання було відкладено на деякий час, до тих пір, поки широка парламентська коаліція не підтримає проведення референдуму.

## Міжнародні суперечки
Скеля Роккол. Суперечка яка стосується континентального шельфу, між Ісландією, Ірландією та Великою Британією (Ірландія та Велика Британія підписали прикордонний договір)
Острів Ганса. Острів розташований між Ґренландією та Канадою, саме цих країн і стосується суперечка. Новий її виток почався у липні 2005 року після візиту на острів канадського міністра оборони.
Північний полюс. Данія намагається довести, що Північний полюс географічно пов'язаний з Ґренландією. Після встановлення таких доказів, Данія буде претендувати на Північний полюс.
Морський кордон з Польщею. Данія та Польща досі не домовилися про розташування морського кордону між собою. Данія підтримує розділ акваторії посередині моря, в свою чергу Польща прагне дістати більшу частину Балтійського моря. Польська позиція базується на тому, що Польща володіє більш протяжною береговою лінією, ніж данський острів Борнхольм.